# Pedro III van Kongo
Pedro III Nsimba Ntamba bekleedde de titel van Mwene Kongo van het koninkrijk Kongo tijdens de turbulente periode van de Kongolese Burgeroorlog. Als oudere broer van koning João II en prominent lid van het huis Kinlaza, speelde hij een belangrijke rol binnen een dynastiek conflict dat het rijk sinds 1666 in zijn greep hield. Gedurende deze burgeroorlog bevochten de rivaliserende koninklijke geslachten Kinlaza en Kimpanzu elkaar in een langdurige en gewelddadige strijd om de hegemonie over het koninkrijk.

## Eerste regeerperiode
Pedro III werd in 1669 uitgeroepen tot koning van het koninkrijk Kongo, tijdens een fase van intense politieke instabiliteit veroorzaakt door de aanhoudende burgeroorlog. Zijn benoeming werd gesteund door het huis Kinlaza, een van de twee rivaliserende dynastieke facties die streden om de controle over het koninkrijk. Net als vele andere vorsten uit deze periode was zijn regering van korte duur: reeds in juni van datzelfde jaar werd hij door het concurrerende huis Kimpanzu verdreven. Pedro III zocht daarop zijn toevlucht in Lemba, van waaruit hij zijn aanspraken op de troon in ballingschap bleef handhaven.

## Ballingschap
Ondanks zijn ballingschap wist Pedro III aanzienlijke steun te behouden onder zijn aanhangers. In 1674 lanceerden zijn troepen een terugkeer naar de hoofdstad São Salvador, waar hij, of zijn loyale volgelingen, zijn rivaal en troonpretendent Alfonso III liet ombrengen. Zijn herovering van de hoofdstad bleek echter van korte duur; hij werd al snel opnieuw verdreven. In 1676 ondernam Pedro III een tweede poging om São Salvador in te nemen, maar werd wederom verdreven, ditmaal door de strijdkrachten van Estêvão II van Soyo.

## Plundering van São Salvador
Ter versterking van zijn militaire machtspositie begon Pedro III met het rekruteren van soldaten uit het Yakavolk, dat bekendstond als huurlingen die eerder in dienst waren geweest van Loango en Groot Makoko. Sommige elementen binnen deze groep waren al ongeveer twee decennia berucht vanwege hun plundertochten in het Kongolese gebied en stonden in Europese verslagen bekend om hun vermeend kannibalistisch gedrag. In 1678 ondernam Pedro III met een versterkt leger een nieuwe aanval op São Salvador, dat op dat moment in handen was van koning Daniel I van het Huis Kimpanzu. In de daaropvolgende slag werd Daniel I gedood en werd de stad grondig verwoest. Na deze vernietiging zouden de verschillende troonpretendenten zich terugtrekken in afzonderlijke, tegenover elkaar gelegen bergforten: Lemba, Kibangu en Mbamba Luvota.

## Moord
In 1680 bleef koning Pedro III de troon van Kongo claimen vanuit zijn machtsbasis in Lemba, in voortdurende oppositie tegen de aanhangers van het Huis Kimpanzu, die zich inmiddels hadden gevestigd in de zuidelijke provincie Luvota, gelegen in het gebied van Soyo. Manuel de Nóbrega, broer van de vermoorde koning Daniel I, zwoer wraak en beraamde een complot om Pedro III uit te schakelen. Onder het voorwendsel van vredesonderhandelingen, ogenschijnlijk tot stand gebracht door de Prins van Soyo, werd Pedro III in een hinderlaag gelokt. Hij verwachtte een vredesverdrag te bekrachtigen via een huwelijk met de zuster van Antonio II Baretta da Silva, de heerser van Soyo. In plaats daarvan werd hij om het leven gebracht. Volgens een latere, waarschijnlijk apocriefe, overlevering zou Manuel zich zelfs vermomd hebben als bruid in de trouwstoet van Soyo, en Pedro III persoonlijk hebben doodgeschoten alvorens te ontsnappen. Deze dramatische en verraderlijke episode zou uitgroeien tot een symbool van de diepe verdeeldheid binnen de Kongolese elite en een blijvend obstakel vormen voor het tot stand brengen van een stabiele vrede.